# Château d'Ince
Le château d'Ince est un bâtiment situé à trois milles (5 km) de Saltash en Cornouailles, Royaume-Uni. Il ne s'agit pas d'un château au sens conventionnel du terme, mais d'un manoir construit en brique. Il est construit en 1642, au début de la guerre civile anglaise, et capturé en 1646. Attenantes à la maison se trouvent quatre tours de trois étages avec des murs de 1,2 mètre d'épaisseur. La maison et le domaine sont vendus dans les années 1850 et loués comme ferme, mais ils se délabrent au XXe siècle. Il brûle en 1988 mais est ensuite reconstruit.

## Histoire
La maison se trouve sur une péninsule au bord de la rivière Lynher, d'où vient le nom, Ince étant une forme de Cornique enys (« île »). La première maison a peut-être été construite par les Courtenay à la fin du XIVe siècle. Elle est ensuite entrée en possession des Killigrew qui rénovent entièrement la maison. Henry Killigrew, député royaliste de West Looe, qui modifie la première maison vers 1642, entretient quatre épouses, une dans chaque tour, chacune inconnue des autres, selon la légende.
À partir des années 1840, les métayers cultivant la terre sont tous issus de la même famille. Richard Pryn (1774 à 1846) possède et exploite Tredown près d'Ince et en 1841 (selon le recensement), il exploite également Ince. Son fils, Richard Pryn (1822 à 1858) est célibataire et exploite Ince avec sa sœur célibataire Anne (1817-1889) de 1846 à 1858. La propriété est connue sous le nom d'Ince Barton et s'étend sur 90 acres à ce moment. Après la mort de Richard par noyade, sa sœur Anne est rejointe par une autre sœur célibataire, Mary Ann (1828-1910). Après la mort d'Anne en 1889, la location passe à son petit-neveu, Hannibal Steed dont les descendants continuent à gérer Ince jusqu'au début du XXe siècle (1910 ou après). Le propriétaire de 1922 à 1937 est HR "Bobby" Somerset, dont le yacht, Jolie Brise, est plusieurs fois vainqueur de la Fastnet Race et est conservé dans le hangar à bateaux du château d'Ince. Les occupants suivants d'Ince sont le plaisancier écossais James Bryce Allan (1893-1960) et son épouse, l'actrice de théâtre et de cinéma muet Rita Jolivet.
En 1960, la maison est achetée par Patricia, vicomtesse Boyd de Merton (fille du 2e comte d'Iveagh), épouse du 1er vicomte Boyd de Merton, ancien secrétaire aux Colonies.
À cette époque, les portes-fenêtres de l'étage inférieur sont installées pour apporter plus de lumière dans la maison et l'aile de service est agrandie. Un incendie désastreux en 1988 est suivi par la reconstruction du toit et l'ajout d'une deuxième cuisine. Les anciens propriétaires, le vicomte et la vicomtesse Boyd de Merton, s'installent au château d'Ince en 1994. La maison et les jardins ne sont ouverts au public qu'occasionnellement.